# 10. Dáil
Der 10. Dáil wurde am 17. Juni 1938 gewählt. Insgesamt 138 Abgeordnete (Teachtaí Dála) wurden in 42 Wahlkreisen mit dem Verfahren der übertragbaren Einzelstimmgebung (single transferable vote) bestimmt.

## Wahlausgang
siehe: Wahlen 1938

Sitzverteilung im 10. Dáil

Fianna Fáil und Fine Gael waren die stärksten Kräfte im Dáil. Die Fianna Fáil erreichte die absolute Mehrheit der Sitze und bildete die Regierung. 
Der Dáil Éireann kam erstmals am 30. Juni 1938 zur konstituierenden Sitzung zusammen. Als Vorsitzender des Dáils (Ceann Comhairle) wurde Frank Fahy (Fianna Fáil) durch Akklamation bestimmt. Seine Vertretung (Leas-Cheann Comhairle) wurde zunächst Fionán Lynch (Fine Gael). Am 31. Mai 1939 wurde er von Eamonn O’Neill (Fine Gael) abgelöst.
Éamon de Valera wurde zum Taoiseach gewählt. Er bildete die Regierung De Valera VII. Oppositionsführer (Ceannaire an Fhreasúra) wurde William Thomas Cosgrave von der Fine Gael.
Es folgten die Neuwahlen am 23. Juni 1943.
| Partei | Partei          | Vorsitzende/r im Dáil   | Juni 1938: gewählte Teachtaí Dála | Mai 1943: Teachtaí Dála | Veränderung |
| ------ | --------------- | ----------------------- | --------------------------------- | ----------------------- | ----------- |
|        | Fianna Fáil     | Éamon de Valera         | 77                                | 72                      | −5          |
|        | Fine Gael       | William Thomas Cosgrave | 45                                | 41                      | −4          |
|        | Labour Party    | William Norton          | 9                                 | 9                       | −           |
|        | Unabhängige     |                         | 7                                 | 8                       | +1          |
|        | Ceann Comhairle |                         | −                                 | 1                       | +1          |
|        | Vakant          |                         | −                                 | 7                       | +7          |
| Gesamt | Gesamt          | 138                     | 138                               | 138                     | –           |

## Teachtaí Dála
| Wahlkreis         | Name                       | Partei (Teilgruppe) | Partei (Teilgruppe) | Partei (Teilgruppe) | Partei (Teilgruppe)                         | Im Amt seit        |
| Wahlkreis         | Name                       | Zu Beginn des Dáil  | Zu Beginn des Dáil  | Zum Ende des Dáil   | Zum Ende des Dáil                           | Im Amt seit        |
| ----------------- | -------------------------- | ------------------- | ------------------- | ------------------- | ------------------------------------------- | ------------------ |
| Athlone–Longford  | Seán Mac Eoin              |                     | Fine Gael           | Fine Gael           | Fine Gael                                   | 16. August 1921    |
| Athlone–Longford  | Erskine Hamilton Childers  |                     | Fianna Fáil         | Fianna Fáil         | Fianna Fáil                                 | 30. Juni 1938      |
| Athlone–Longford  | James Victory              |                     | Fianna Fáil         | Fianna Fáil         | Fianna Fáil                                 | 8. Februar 1933    |
| Carlow–Kildare    | Francis Humphreys          |                     | Fianna Fáil         | Fianna Fáil         | Fianna Fáil                                 | 21. Juli 1937      |
| Carlow–Kildare    | Thomas Harris              |                     | Fianna Fáil         | Fianna Fáil         | Fianna Fáil                                 | 29. Juni 1931      |
| Carlow–Kildare    | William Norton             |                     | Labour              | Labour              | Labour                                      | 9. März 1932       |
| Carlow–Kildare    | James Hughes               |                     | Fine Gael           | Fine Gael           | Fine Gael                                   | 30. Februar 1938   |
| Cavan             | Patrick Smith              |                     | Fianna Fáil         | Fianna Fáil         | Fianna Fáil                                 | 19. September 1923 |
| Cavan             | Patrick McGovern           |                     | Fine Gael           | Fine Gael           | Fine Gael                                   | 8. Februar 1933    |
| Cavan             | Michael Sheridan           |                     | Fianna Fáil         | Fianna Fáil         | Fianna Fáil                                 | 9. März 1932       |
| Cavan             | John James Cole            |                     | Independent         | Independent         | Independent                                 | 21. Juli 1937      |
| Clare             | Patrick Burke              |                     | Fine Gael           | Fine Gael           | Fine Gael                                   | 9. März 1932       |
| Clare             | Thomas Burke               |                     | Independent         | Independent         | Independent                                 | 21. Juli 1937      |
| Clare             | Seán O’Grady               |                     | Fianna Fáil         | Fianna Fáil         | Fianna Fáil                                 | 9. März 1932       |
| Clare             | Éamon de Valera            |                     | Fianna Fáil         | Fianna Fáil         | Fianna Fáil                                 | 21. Januar 1919    |
| Clare             | Patrick O’Loghlen          |                     | Fianna Fáil         | Fianna Fáil         | Fianna Fáil                                 | 30. Juni 1938      |
| Cork Borough      | William Thomas Cosgrave    |                     | Fine Gael           | Fine Gael           | Fine Gael                                   | 21. Januar 1919    |
| Cork Borough      | James Hickey               |                     | Labour              | Labour              | Labour                                      | 8. Februar 1938    |
| Cork Borough      | Thomas Dowdall             |                     | Fianna Fáil         |                     | verstorben am 7. April 1942                 | 9. März 1932       |
| Cork Borough      | Hugo Flinn                 |                     | Fianna Fáil         |                     | verstorben am 28. Januar 1943               | 11. Oktober 1927   |
| Cork North        | Patrick Daly               |                     | Fine Gael           | Fine Gael           | Fine Gael                                   | 8. Februar 1933    |
| Cork North        | Timothy Linehan            |                     | Fine Gael           | Fine Gael           | Fine Gael                                   | 21. Juli 1937      |
| Cork North        | Seán Moylan                |                     | Fianna Fáil         | Fianna Fáil         | Fianna Fáil                                 | 9. März 1932       |
| Cork North        | Leo Skinner                |                     | Fianna Fáil         | Fianna Fáil         | Fianna Fáil                                 | 21. Juni 1937      |
| Cork South-East   | Jeremiah Hurley            |                     | Labour              |                     | verstorben am 2. Februar 1943               | 21. Juli 1937      |
| Cork South-East   | Martin Corry               |                     | Fianna Fáil         | Fianna Fáil         | Fianna Fáil                                 | 23. Juni 1927      |
| Cork South-East   | Brooke Brasier             |                     | Fine Gael           |                     | verstorben am 31. August 1940               | 21. Juli 1937      |
| Cork West         | Timothy J. Murphy          |                     | Labour              | Labour              | Labour                                      | 19. September 1923 |
| Cork West         | Seán Buckley               |                     | Fianna Fáil         | Fianna Fáil         | Fianna Fáil                                 | 30. Juni 1938      |
| Cork West         | Timothy O’Sullivan         |                     | Fianna Fáil         | Fianna Fáil         | Fianna Fáil                                 | 21. Juli 1937      |
| Cork West         | Timothy J. O’Donovan       |                     | Fine Gael           | Fine Gael           | Fine Gael                                   | 19. September 1923 |
| Cork West         | Eamonn O’Neill             |                     | Fine Gael           | Fine Gael           | Fine Gael                                   | 9. März 1932       |
| Donegal East      | Henry McDevitt             |                     | Fianna Fáil         | Fianna Fáil         | Fianna Fáil                                 | 30. Juni 1938      |
| Donegal East      | John Friel                 |                     | Fianna Fáil         | Fianna Fáil         | Fianna Fáil                                 | 21. Juli 1937      |
| Donegal East      | Daniel McMenamin           |                     | Fine Gael           | Fine Gael           | Fine Gael                                   | 9. März 1932       |
| Donegal East      | James Myles                |                     | Independent         | Independent         | Independent                                 | 19. September 1923 |
| Donegal West      | Brian Brady                |                     | Fianna Fáil         | Fianna Fáil         | Fianna Fáil                                 | 9. März 1932       |
| Donegal West      | Cormac Breslin             |                     | Fianna Fáil         | Fianna Fáil         | Fianna Fáil                                 | 21. Juli 1937      |
| Donegal West      | Michael Óg McFadden        |                     | Fine Gael           | Fine Gael           | Fine Gael                                   | 8. Februar 1933    |
| Dublin County     | Seán Brady                 |                     | Fianna Fáil         | Fianna Fáil         | Fianna Fáil                                 | 11. Oktober 1927   |
| Dublin County     | Patrick Belton             |                     | Fine Gael           | Fine Gael           | Fine Gael                                   | 30. Juni 1938      |
| Dublin County     | Henry Morgan Dockrell      |                     | Fine Gael           | Fine Gael           | Fine Gael                                   | 9. März 1932       |
| Dublin County     | Patrick Fogarty            |                     | Fianna Fáil         | Fianna Fáil         | Fianna Fáil                                 | 21. Juli 1937      |
| Dublin County     | Thomas Mullen              |                     | Fianna Fáil         | Fianna Fáil         | Fianna Fáil                                 | 30. Juni 1938      |
| Dublin North-East | Oscar Traynor              |                     | Fianna Fáil         | Fianna Fáil         | Fianna Fáil                                 | 9. März 1932       |
| Dublin North-East | Richard Mulcahy            |                     | Fine Gael           | Fine Gael           | Fine Gael                                   | 30. Juni 1938      |
| Dublin North-East | Alfie Byrne                |                     | Independent         | Independent         | Independent                                 | 9. März 1932       |
| Dublin North-West | Cormac Breathnach          |                     | Fianna Fáil         | Fianna Fáil         | Fianna Fáil                                 | 9. März 1932       |
| Dublin North-West | Patrick McGilligan         |                     | Fine Gael           | Fine Gael           | Fine Gael                                   | 3. November 1923   |
| Dublin North-West | Alfred P. Byrne            |                     | Independent         | Independent         | Independent                                 | 21. Juli 1937      |
| Dublin North-West | Seán T. O’Kelly            |                     | Fianna Fáil         | Fianna Fáil         | Fianna Fáil                                 | 21. Januar 1919    |
| Dublin North-West | Eamonn Cooney              |                     | Fianna Fáil         | Fianna Fáil         | Fianna Fáil                                 | 30. Juni 1938      |
| Dublin South      | James Beckett              |                     | Fine Gael           |                     | verstorben am 19. Dezember 1938             | 30. Juni 1938      |
| Dublin South      | Robert Briscoe             |                     | Fianna Fáil         | Fianna Fáil         | Fianna Fáil                                 | 11. Oktober 1927   |
| Dublin South      | Peadar S. Doyle            |                     | Fine Gael           | Fine Gael           | Fine Gael                                   | 19. September 1923 |
| Dublin South      | Thomas Kelly               |                     | Fianna Fáil         |                     | verstorben am 20. April 1942                | 8. Februar 1933    |
| Dublin South      | James Lynch                |                     | Fianna Fáil         | Fianna Fáil         | Fianna Fáil                                 | 30. Juni 1938      |
| Dublin South      | Joseph Hannigan            |                     | Independent         |                     | Labour Übertritt zu Labour 1939             | 21. Juli 1937      |
| Dublin South      | John McCann                |                     |                     |                     | Fianna Fáil Nachwahl für James Beckett      | 6. Juni 1939       |
| Dublin South      | Seán Lemass                |                     | Fianna Fáil         | Fianna Fáil         | Fianna Fáil                                 | 18. November 1924  |
| Dublin Townships  | Seán MacEntee              |                     | Fianna Fáil         | Fianna Fáil         | Fianna Fáil                                 | 21. Januar 1919    |
| Dublin Townships  | Ernest Benson              |                     | Fine Gael           | Fine Gael           | Fine Gael                                   | 21. Juli 1937      |
| Dublin Townships  | John A. Costello           |                     | Fine Gael           | Fine Gael           | Fine Gael                                   | 21. Juli 1937      |
| Galway East       | Patrick Beegan             |                     | Fianna Fáil         | Fianna Fáil         | Fianna Fáil                                 | 9. März 1932       |
| Galway East       | Seán Broderick             |                     | Fine Gael           | Fine Gael           | Fine Gael                                   | 19. September 1923 |
| Galway East       | Mark Killilea senior       |                     | Fianna Fáil         | Fianna Fáil         | Fianna Fáil                                 | 8. Februar 1933    |
| Galway East       | Frank Fahy                 |                     | Fianna Fáil         |                     | Ceann Comhairle                             | 21. Januar 1919    |
| Galway West       | Joseph Mongan              |                     | Fine Gael           | Fine Gael           | Fine Gael                                   | 21. Juli 1937      |
| Galway West       | Gerald Bartley             |                     | Fianna Fáil         | Fianna Fáil         | Fianna Fáil                                 | 9. März 1932       |
| Galway West       | Seán Tubridy               |                     | Fianna Fáil         | Fianna Fáil         | Fianna Fáil                                 | 21. Juli 1937      |
| Kerry North       | John O’Sullivan            |                     | Fine Gael           | Fine Gael           | Fine Gael                                   | 19. September 1923 |
| Kerry North       | Thomas McEllistrim senior  |                     | Fianna Fáil         | Fianna Fáil         | Fianna Fáil                                 | 19. September 1923 |
| Kerry North       | Eamon Kissane              |                     | Fianna Fáil         | Fianna Fáil         | Fianna Fáil                                 | 9. März 1932       |
| Kerry North       | Stephen Fuller             |                     | Fianna Fáil         | Fianna Fáil         | Fianna Fáil                                 | 21. Juli 1937      |
| Kerry South       | Frederick Crowley          |                     | Fianna Fáil         | Fianna Fáil         | Fianna Fáil                                 | 11. Oktober 1927   |
| Kerry South       | John Flynn                 |                     | Fianna Fáil         | Fianna Fáil         | Fianna Fáil                                 | 9. März 1932       |
| Kerry South       | Fionán Lynch               |                     | Fine Gael           | Fine Gael           | Fine Gael                                   | 21. Januar 1919    |
| Kilkenny          | James Pattison             |                     | Labour              | Labour              | Labour                                      | 8. Februar 1933    |
| Kilkenny          | Thomas Derrig              |                     | Fianna Fáil         | Fianna Fáil         | Fianna Fáil                                 | 23. Juni 1927      |
| Kilkenny          | Denis Gorey                |                     | Fine Gael           |                     | verstorben am 20. Februar 1940              | 21. Juli 1937      |
| Leitrim           | Stephen Flynn              |                     | Fianna Fáil         | Fianna Fáil         | Fianna Fáil                                 | 9. März 1932       |
| Leitrim           | Bernard Maguire            |                     | Fianna Fáil         | Fianna Fáil         | Fianna Fáil                                 | 11. Oktober 1927   |
| Leitrim           | Mary Reynolds              |                     | Fine Gael           | Fine Gael           | Fine Gael                                   | 21. Juli 1937      |
| Leix–Offaly       | Thomas F. O’Higgins senior |                     | Fine Gael           | Fine Gael           | Fine Gael                                   | 21. Juli 1937      |
| Leix–Offaly       | William Davin              |                     | Labour              | Labour              | Labour                                      | 6. Dezember 1922   |
| Leix–Offaly       | Daniel Hogan               |                     | Fianna Fáil         | Fianna Fáil         | Fianna Fáil                                 | 30. Juni 1938      |
| Leix–Offaly       | Patrick Boland             |                     | Fianna Fáil         | Fianna Fáil         | Fianna Fáil                                 | 23. Juni 1927      |
| Leix–Offaly       | Patrick Gorry              |                     | Fianna Fáil         | Fianna Fáil         | Fianna Fáil                                 | 21. Juli 1937      |
| Limerick          | Michael Keyes              |                     | Labour              | Labour              | Labour                                      | 8. Februar 1933    |
| Limerick          | Tadhg Crowley              |                     | Fianna Fáil         | Fianna Fáil         | Fianna Fáil                                 | 30. Juni 1938      |
| Limerick          | Robert Ryan                |                     | Fianna Fáil         | Fianna Fáil         | Fianna Fáil                                 | 9. März 1932       |
| Limerick          | James Reidy                |                     | Fine Gael           | Fine Gael           | Fine Gael                                   | 30. Juni 1938      |
| Limerick          | George Bennett             |                     | Fine Gael           | Fine Gael           | Fine Gael                                   | 23. Juni 1927      |
| Limerick          | Daniel Bourke              |                     | Fianna Fáil         | Fianna Fáil         | Fianna Fáil                                 | 11. Oktober 1927   |
| Limerick          | Donnchadh Ó Briain         |                     | Fianna Fáil         | Fianna Fáil         | Fianna Fáil                                 | 8. Februar 1933    |
| Louth             | Frank Aiken                |                     | Fianna Fáil         | Fianna Fáil         | Fianna Fáil                                 | 19. September 1923 |
| Louth             | James Coburn               |                     | Fine Gael           | Fine Gael           | Fine Gael                                   | 23. Juni 1927      |
| Louth             | Lawrence Walsh             |                     | Fianna Fáil         | Fianna Fáil         | Fianna Fáil                                 | 21. Juli 1937      |
| Mayo North        | Patrick Browne             |                     | Fine Gael           | Fine Gael           | Fine Gael                                   | 21. Juli 1937      |
| Mayo North        | John Munnelly              |                     | Fianna Fáil         |                     | verstorben am 18. Oktober 1941              | 21. Juli 1937      |
| Mayo North        | Patrick Joseph Ruttledge   |                     | Fianna Fáil         | Fianna Fáil         | Fianna Fáil                                 | 16. August 1921    |
| Mayo South        | James FitzGerald-Kenney    |                     | Fine Gael           | Fine Gael           | Fine Gael                                   | 23. Juni 1927      |
| Mayo South        | Richard Walsh              |                     | Fianna Fáil         | Fianna Fáil         | Fianna Fáil                                 | 23. Juni 1927      |
| Mayo South        | Mícheál Ó Móráin           |                     | Fianna Fáil         | Fianna Fáil         | Fianna Fáil                                 | 30. Juni 1938      |
| Mayo South        | Martin Nally               |                     | Fine Gael           | Fine Gael           | Fine Gael                                   | 19. September 1923 |
| Mayo South        | Micheál Clery              |                     | Fianna Fáil         | Fianna Fáil         | Fianna Fáil                                 | 21. Juli 1937      |
| Meath–Westmeath   | Patrick Giles              |                     | Fine Gael           | Fine Gael           | Fine Gael                                   | 21. Juli 1937      |
| Meath–Westmeath   | Michael Kennedy            |                     | Fianna Fáil         | Fianna Fáil         | Fianna Fáil                                 | 23. Juni 1927      |
| Meath–Westmeath   | Charles Fagan              |                     | Fine Gael           | Fine Gael           | Fine Gael                                   | 8. Februar 1933    |
| Meath–Westmeath   | James Patrick Kelly        |                     | Fianna Fáil         | Fianna Fáil         | Fianna Fáil                                 | 9. März 1932       |
| Meath–Westmeath   | Matthew O’Reilly           |                     | Fianna Fáil         | Fianna Fáil         | Fianna Fáil                                 | 23. Juni 1927      |
| Monaghan          | James Dillon               |                     | Fine Gael           |                     | Independent Austritt aus der Fine Gael 1942 | 9. März 1932       |
| Monaghan          | Conn Francis Ward          |                     | Fianna Fáil         | Fianna Fáil         | Fianna Fáil                                 | 11. Oktober 1927   |
| Monaghan          | Bridget Rice               |                     | Fianna Fáil         | Fianna Fáil         | Fianna Fáil                                 | 30. Juni 1938      |
| Roscommon         | Michael Brennan            |                     | Fine Gael           | Fine Gael           | Fine Gael                                   | 8. Februar 1933    |
| Roscommon         | Gerald Boland              |                     | Fianna Fáil         | Fianna Fáil         | Fianna Fáil                                 | 19. September 1923 |
| Roscommon         | Daniel O’Rourke            |                     | Fianna Fáil         | Fianna Fáil         | Fianna Fáil                                 | 21. Juli 1937      |
| Sligo             | Martin Brennan             |                     | Fianna Fáil         | Fianna Fáil         | Fianna Fáil                                 | 30. Juni 1938      |
| Sligo             | Frank Carty                |                     | Fianna Fáil         | Fianna Fáil         | Fianna Fáil                                 | 16. August 1921    |
| Sligo             | Patrick Rodgers            |                     | Fine Gael           | Fine Gael           | Fine Gael                                   | 8. Januar 1933     |
| Tipperary         | Dan Breen                  |                     | Fianna Fáil         | Fianna Fáil         | Fianna Fáil                                 | 9. März 1932       |
| Tipperary         | Richard Curran             |                     | Fine Gael           | Fine Gael           | Fine Gael                                   | 30. Juni 1938      |
| Tipperary         | Andrew Fogarty             |                     | Fianna Fáil         | Fianna Fáil         | Fianna Fáil                                 | 23. Juni 1927      |
| Tipperary         | Daniel Morrissey           |                     | Fine Gael           | Fine Gael           | Fine Gael                                   | 6. Dezember 1922   |
| Tipperary         | Jeremiah Ryan              |                     | Fine Gael           | Fine Gael           | Fine Gael                                   | 21. Juli 1937      |
| Tipperary         | Martin Ryan                |                     | Fianna Fáil         | Fianna Fáil         | Fianna Fáil                                 | 8. Februar 1933    |
| Tipperary         | Frank Loughman             |                     | Fianna Fáil         | Fianna Fáil         | Fianna Fáil                                 | 30. Juni 1938      |
| Waterford         | William Broderick          |                     | Fine Gael           | Fine Gael           | Fine Gael                                   | 30. Juni 1938      |
| Waterford         | Bridget Redmond            |                     | Fine Gael           | Fine Gael           | Fine Gael                                   | 8. Februar 1933    |
| Waterford         | Patrick Little             |                     | Fianna Fáil         | Fianna Fáil         | Fianna Fáil                                 | 23. Juni 1927      |
| Waterford         | Michael Morrissey          |                     | Fianna Fáil         | Fianna Fáil         | Fianna Fáil                                 | 21. Juli 1937      |
| Wexford           | Denis Allen                |                     | Fianna Fáil         | Fianna Fáil         | Fianna Fáil                                 | 17. August 1936    |
| Wexford           | John Keating               |                     | Fine Gael           | Fine Gael           | Fine Gael                                   | 9. März 1932       |
| Wexford           | Richard Corish             |                     | Labour              | Labour              | Labour                                      | 16. August 1921    |
| Wexford           | John Esmonde               |                     | Fine Gael           | Fine Gael           | Fine Gael                                   | 21. Juli 1937      |
| Wexford           | James Ryan                 |                     | Fianna Fáil         | Fianna Fáil         | Fianna Fáil                                 | 21. Januar 1919    |
| Wicklow           | Séamus Moore               |                     | Fianna Fáil         |                     | verstorben am 14. Juni 1940                 | 23. Juni 1927      |
| Wicklow           | Patrick Cogan              |                     | Independent         | Independent         | Independent                                 | 21. Juli 1937      |
| Wicklow           | James Everett              |                     | Labour              | Labour              | Labour                                      | 9. September 1922  |

1. Dáil (1919–1921) |
2. Dáil (1921–1922) |
3. Dáil (1922–1923) |
4. Dáil (1923–1927) |
5. Dáil (1927) |
6. Dáil (1927–1932) |
7. Dáil (1932–1933) |
8. Dáil (1933–1937) |
9. Dáil (1937–1938) |
10. Dáil (1938–1943) |
11. Dáil (1943–1944) |
12. Dáil (1944–1948) |
13. Dáil (1948–1951) |
14. Dáil (1951–1954) |
15. Dáil (1954–1957) |
16. Dáil (1957–1961) |
17. Dáil (1961–1965) |
18. Dáil (1965–1969) |
19. Dáil (1969–1973) |
20. Dáil (1973–1977) |
21. Dáil (1977–1981) |
22. Dáil (1981–1982) |
23. Dáil (1982) |
24. Dáil (1982–1987) |
25. Dáil (1987–1989) |
26. Dáil (1989–1992) |
27. Dáil (1992–1997) |
28. Dáil (1997–2002) |
29. Dáil (2002–2007) |
30. Dáil (2007–2011) |
31. Dáil (2011–2016) |
32. Dáil (2016–2020) |
33. Dáil (2020–2024) |
34. Dáil (seit 2024)